# Гвайябамба
Гвайябамба — річка в провінції Пічінча, Еквадор, велика притока річки Есмеральдас.

## Опис
Річка починається в еквадорських Андах та тече на захід по великому каньйону до рівнин узбережжя, де впадає в Есмеральдас. У верхній течії річка гірська.
Гвайябамба утворюється з приток верхньої течії, що беруть початок в районі вулкану Котопахі на висоті більше ніж 4500 м. Річка Сан-Педро впадає в річку Мачангара на схід від Кіто, яка зливається з річкою Чіче, на захід від міжнародного аеропорту Маріскал Сукре в Кіто, та утворює річку Гвайябамба.
Гвайябамба в середній течії має притоки: Піта, Інтаг і Піске.
Річка служить кордоном між провінціями Пічінча та Імбабура. В басейні річки Гуайлабамба розташовані міста Кіто, Мачачі та Санголкі.
Річка Гвайябамба тече через ліси біогеографічного регіону Чоко.